# Oedipina tomasi
Oedipina tomasi är en groddjursart som beskrevs av James R. McCranie 2006. Oedipina tomasi ingår i släktet Oedipina och familjen lunglösa salamandrar. IUCN kategoriserar arten globalt som akut hotad. Inga underarter finns listade i Catalogue of Life.